# Sambia (lud)
Sambia, także Simbari – lud papuaski żyjący w Papui-Nowej Gwinei, w prowincji Eastern Highlands.
Szeroko zakrojone badania nad ludem Sambia przeprowadził antropolog Gilbert H. Herdt.
Posługują się własnym językiem z postulowanej rodziny transnowogwinejskiej; wśród użytkowników języka simbari istnieje także znajomość angielskiego i tok pisin.